# Генадий Манаков
Генадий Михайлович Манаков е летец-космонавт на СССР, Герой на Съветския съюз, полковник (от 1990).

## Биография
Роден на 1 юни 1950 г. в с. Ефимовка, Курманаевски район на Оренбургска област, Русия. През 1967 г. завършва средно образование. През същата година до 1969 учи в Куйбишевския авиационен институт, минава авиационна подготовка в школата на „Доброволната организация за съдействие на армията, авиацията и флота“ (ДОСААФ) в Куйбишев. От 1969 до 1973 учи в Армавирското висше военно-авиационно училище за летци и противовъздушна отбрана, и го завършил с отличие и златен медал специалност „командна изтребителна авиация“ и присвоена квалификация летец-инженер. През 1985 завършва вечерно факултета по самолетостроене на филиала на Московски авиационен институт в Актюбинск.

### Военна служба
От 1969 г. в Съветската армия. През 1969 – 73 е във Военното училище, където усвоява пилотирането на самолетите Л-29, МиГ-15, МиГ-17. На 3 октомври 1973 му е присвоено званието лейтенант. От 13 ноември 1973 г. е летец в 636-и изтребителен авиационен полк (ИАП) на 9-а дивизия ПВО, Краматорск Донецка област, Киевски окръг на ПВО. От 25 ноември 1974 г. е летец в 894-ти полк на 19-а дивизия ПВО. От 17 март 1975 г. е старши летец в 636-и полк на 9-а дивизия на 8-а отделна армия на ПВО, Краматорск. Усвоява пилотирането на самолет Су-15ТМ. На 24 април 1975 придобива квалификация „военен летец – 3-ти клас“. От 5 ноември 1975 г. е старши летец в 865-и полк на Далекоизточния окръг по ПВО, Елизово Камчатска област. На 8 декември 1975 му е присвоено званието старши лейтенант и квалификация „Военен летец – 2-ри клас“. От 14 юни 1976 е заместник командир на авиационна ескадрила по политическата част в същия полк. От 23 април 1977 г. е „Военен леёец 1-ви клас“.
На 13 август 1978 г. му е присвоено званието капитан. От
9 август 1978 е заместник командир на авиационна ескадрила по политическата част на 153-ти полк на 16-и корпус на ПВО на Московски окръг ПВО, Моршанск Тамбовска област. На 21 декември 1979 е изпратен на подготовка в 267-и Център по изпитания на авиационна техника и подготовка на летци-изпитатели. На 27 август 1980 г. става „Летец-изпитател 3-ти клас“
На 5 март 1981 е произведен в майор, на 24 април 1984 – подполковник и на 10 декември 1990 – полковник. От 29 декември 1983 е „Летец-изпитател 2-ри клас“, от 11 декември 1987 – „Летец-изпитател 1-ви клас“, а от 20 декември 1990 г. – „Космонавт 2-ри клас“.
На 4 юли 2000 със заповед на Министъра на отбраната на Русия е уволен в запаса.
Общия му нальот е повече от 1620 часа, усвоил 42 типа и модификации самолети, инструктор по парашутно-десантна подготовка във ВВС, направил 248 скока с парашут.
За времето на службата си усвоил пилотирането на самолетите МиГ-21, МиГ-23МЛ, МиГ-23П, МиГ-25, МиГ-27К, МиГ-27Д, МиГ-29, Су-15ТМ, Су-17М-3, Су-22М-3, Су-25, М-17.

### Космическа подготовка
През 1985 Генадий Манаков е избран в Държавния научноизследователски институт (ГКНИИ) за работа по програмата „Буран“. Минал успешно медицинското изследване в Централната военна научноизследователска авиационна болница (ЦВНИАГ) и получава заключение от Централнаталекарска летателна комисия (ЦВЛК) през юни 1985. На 2 септември 1985 с решение на Държавната междуведомствена комисия (ГМВК) е избран за кандидат за космонавт от ГКНИИ ВВС. От ноември 1985 до май 1987 преминава общокосмическа подготовка в Центъра за подготовка на космонавти (ЦПК) „Ю. Гагарин“, през май 1987 му е присвоена квалификацията космонавт-изпитател. Заради спирането от изпълнение на програмата „Буран“ на 8 януари 1988 със заповед на Министъра на отбраната на СССР е зачислен във 2-ра група на отряда на космонавтите на ЦПК ВВС на длъжност космонавт-изпитател. Започва подготовка по програмата за полети на орбиталния комплекс (ОК) „Мир“. От февруари до септември 1989 се подготвя за полет до ОК „Мир“ като командир на резервния екипаж, заедно с Генадий Стрекалов и Виктор Заболотский.
От септември 1989 до януари 1990 се подготвя по програмата на 6-а основна експедиция на ОК „Мир“ като командир на дублиращия екипаж, заедно с Г. Стрекалов. През април до юли 1990 се подготвя по програмата на 7-а основна експедиция на ОК „Мир“ като командир на основния екипаж, отново с Г. Стрекалов.

### Първи полет в космоса
На 1 август 1990 г. стартира в космоса като командир на екипажа на транспортния кораб „Союз ТМ-10“ по програмата на 7-а основна експедиция на орбиталния комплекс „Мир“ и програмата на съветско-японския космически полет, заедно с Г. Стрекалов.
Лична позивна „Вулкан-1“. Става 229-ия човек в света и 69-и в СССР, излязъл в околоземна орбита.
По време на полета изпълнил обширна програма, на 29 октомври 1990 извършва излизане в открития космос с продължителност 2 часа 45 минут за ремонт на външния люк на шлюзовата камера на модула „Квант-2“. С помощта на щипки успява да затворр люка, но не успява да го отремонтира .
На 10 декември 1990 се завръща на Земята заедно с Г. Стрекалов и японския космонавт Тоехиро Акияма.
Продължителността на полета е 130 денонощия 20 часа 35 минути 51 секунда.

### Втори полет в космоса
На 10 февруари 1992 започва подготовка по програмата на 12-а основна експедиция (ОЕ-12) на ОК „Мир“ като командир на резервния (трети) екипаж, заедно с Александър Полещук. През март 1992 дублиращия екипаж (Валерий Корзун и Александър Лавейкин) е разформирован, и екипажът на Г. Манаков е назначен за дублиращ (втори) екипаж на ОЕ-12. В състава на екипажа по програмата на руско-френския полет е включен френския космонавт Жан-Пиер Еньоре, подготовката преминава през март – юли 1992. От 16 септември 1992 до 10 януари 1993 г. провежда подготовка за полет по програмата на 13-а основна експедиция (ОЕ-13) на ОК „Мир“ като командир на основния екипаж, заедно с А. Полещук. Корабът „Союз ТМ-16“ стартира на 24 януари 1993 г. с екипаж: командир – Г. Манаков, бординженер – А. Полещук.
Персонална позивна „Вулкан-1“.
По време на полета извършва две излизания в открития космос:
на 19 април 1993 с продължителност 5 часа 25 минут за прхвърляне на слънчеви батерии по модула „Квант“ и на 18 юни 1993 с продължителност 4 часа 33 минути за пренасяне на други слънчеви батерии от модула „Кристал“ на модула „Квант“.
На 22 юли 1993 се завръща на Земята заедно с А. Полещук и Жан-ПИер Еньоре (Франция).
Продължителността на полета е 179 денонощия 0 часа 43 минути и 46 секунди.

### След полетите
От 14 февруари до август 1995 се подготвя за полет по програмата на 20-а основна експедиция (ОЕ-20) като командир на дублиращия екипаж, заедно с Павел Виноградов и шведския космонавт Арне Фулесанг.
От октомври 1995 до юли 1996 се подготвя по програмата на 22-ра основна експедиция (ОЕ-22), руско-американска експедиция NASA-3 и „Касиопея“ като командир на основния екипаж, заедно с П. Виноградов, Джон Блаха (САЩ) и Клоди Андре-Деше (Еньоре) (Франция). На 9 август 1996 му е открит микроинфаркт на миокарда на задната стена на сърцето по време на предполетното медицинско изследване. На 12 август 1996 е заменена руската част от екипаж на ОЕ-22 с дубльорите (Валерий Корзун и Александър Калери).
На 20 декември 1996 е отчислен от отряда на космонавтите по здравословни причини.

### Работа в Центъра за подготовка на космонавти
От 20 декември 1996 е началник на 32-ри отдел на 3-то управление на Руския държавен научноизследователски институт на ЦПК „Ю. Гагарин“ (РГНИИ ЦПК).
От 27 ноември 1997 г. е началник на 2-ро управление на РГНИИ ЦПК.
На 4 юли 2000 със заповед на Министъра на отбраната на Русия е уволен в запаса.

## Награди и звания
- Герой на Съветския съюз (10 декември 1990) и връчени медали „Златна звезда“ и е награден с орден Ленин.
- летец-космонавт на СССР (10 декември 1990)
- орден „Дружба между народите“ (23 юли 1993)[2]
- орден „За военни заслуги“ (2 март 2000)
- 5 медала
- офицер на ордена на Почетния легион (Франция) (1992)

## Примечания
1. ↑  VKD 1986 – 1990
2. ↑  Награден с указ на Президента на Русия № 1062 от 23.07.1993[неработеща препратка]